# Löningen, Jämtland
Löningen är en sjö i Bräcke kommun i Jämtland och ingår i Ljungans huvudavrinningsområde. Sjön har en area på 0,204 kvadratkilometer och ligger 368,1 meter över havet. Sjön avvattnas av vattendraget Märlan (Tvärån).

## Delavrinningsområde
Löningen ingår i det delavrinningsområde (695313-147481) som SMHI kallar för Utloppet av Löningen. Medelhöjden är 384 meter över havet och ytan är 1,23 kvadratkilometer. Räknas de 2 avrinningsområdena uppströms in blir den ackumulerade arean 34,46 kvadratkilometer. Märlan (Tvärån) som avvattnar avrinningsområdet har biflödesordning 3, vilket innebär att vattnet flödar genom totalt 3 vattendrag innan det når havet efter 210 kilometer. Avrinningsområdet består mestadels av skog (66 procent) och öppen mark (10 procent). Avrinningsområdet har 0,21 kvadratkilometer vattenytor vilket ger det en sjöprocent på 16,7 procent.